# SN 2011jy
SN 2011jy – supernowa typu II, odkryta 30 grudnia 2011 roku w galaktyce A105357+2322. W momencie odkrycia, miała maksymalną jasność 16,5m.